# Campeonato Mundial de Remo de 2014
O Campeonato Mundial de Remo de 2014 foi a 44º edição do Campeonato Mundial de Remo, foi realizado no Canal Bosbaam em Amsterdã, Países Baixos.

## Resultados

### Masculino
| Evento                                 | Ouro | Prata | Bronze |
| -------------------------------------- | --- | --- | --- |
| Scull ind. M1X (31.08)                 | Ondřej Synek · Chéquia · 6:37,12 | Mahe Drysdale · Nova Zelândia · 6:37,85 | Ángel Fournier Rodríguez · Cuba · 6:44,31 |
| Doble scull M2X (31.08)                | Martin Sinković · Valent Sinković · Croácia · 6:00,52 | Romano Battisti · Francesco Fossi · Itália · 6:04,42 | James McRae · Alexander Belonogoff · Austrália · 6:04,43 |
| Cuatro scull M4X (30.08)               | Dmytro Mijai · Artem Morozov · Olexandr Nadtoka · Ivan Dovhodko · Ucrânia · 5:32,26 | Graeme Thomas · Sam Townsend · Charles Cousins · Peter Lambert · Reino Unido · 5:32,35                                                                                                 | Karl Schulze · Tim Grohmann · Kai Fuhrmann · Philipp Wende · Alemanha · 5:36,97 |
| Dos sin timonel M2- (30.08)            | Eric Murray · Hamish Bond · Nova Zelândia · 6:09,34 | James Foad · Matt Langridge · Reino Unido · 6:13,75 | Vincent Breet · Shaun Keeling · África do Sul · 6:16,85 |
| Dos con timonel M2+ (29.08)            | Eric Murray · Hamish Bond · Caleb Shepherd (t) · Nova Zelândia · 6:33,26 | Alan Sinclair · Scott Durant · Henry Fieldman (t) · Reino Unido · 6:43,45 | Peter Kluge · Alexander Egler · Jonas Wiesen (t) · Alemanha · 6:45,85 |
| Cuatro sin timonel M4- (30.08)         | Mohamed Sbihi · George Nash · Alex Gregory · Andrew Triggs Hodge · Reino Unido · 5:50,24                                                                                                 | Michael Gennaro · Henrik Rummel · Grant James · Seth Weil · Estados Unidos · 5:42,90                                                                                                   | Joshua Dunkley-Smith · Spencer Turrin · Fergus Pragnell · Alexander Lloyd · Austrália · 5:43,47 |
| Ocho con timonel M8+ (31.08)           | Nathaniel Reilly-O'Donnell · Matthew Tarrant · William Satch · Matthew Grotel · Pete Reed · Paul Bennett · Tom Ransley · Constantine Louloudis · Phelan Hill (t) · Reino Unido · 5:24,11 | Max Planer · Malte Jakschik · Andreas Kuffner · Felix Drahotta · Richard Schmidt · Eric Johannesen · Maximilian Reinelt · Felix Wimberger · Martin Sauer (t) · Alemanha · 5:24,77      | Zbigniew Schodowski · Mateusz Wilangowski · Marcin Brzeziński · Robert Fuchs · Krystian Aranowski · Michał Szpakowski · Mikołaj Burda · Piotr Juszczak · Daniel Trojanowski (t) · Polónia · 5:26,90 |
| Scull ind. ligero LM1X (29.08)         | Marcello Miani · Itália · 6:43,37 | Lars Hartig · Alemanha · 6:46,73 | Michael Schmid · Suíça · 6:50,88 |
| Doble scull ligero LM2X (30.08)        | James Thompson · John Smith · África do Sul · 6:05,36 | Stany Delayre · Jérémie Azou · França · 6:05,45 | Kristoffer Brun · Are Strandli · Noruega · 6:05,79 |
| Cuatro scull ligero LM4X (29.08)       | Gueoryos Konsolas · Spyridon Yannaros · Panayotis Magdanis · Elefzerios Konsolas · Grécia · 5:42,75                                                                                      | Daniel Lawitzke · Max Röger · Jost Schömann-Finck · Konstantin Steinhübel · Alemanha · 5:45,65                                                                                         | Li Hui · Tian Bin · Wang Tiexin · Dong Tianfeng · China · 5:46,69 |
| Dos sin timonel ligero LM2- (29.08)    | Simonn Niepmann · Lucas Tramer · Suíça · 6:22,91 | Augustin Mouterde · Thomas Baroukh · França · 6:25,02 | Sam Scrimgeour · Jonathan Clegg · Reino Unido · 6:25,48 |
| Cuatro sin timonel ligero LM4- (31.08) | Kasper Winther Jørgensen · Jacob Larsen · Jacob Barsøe · Morten Jørgensen · Dinamarca · 5:47,15                                                                                          | James Hunter · Alistair Bond · Peter Taylor · Curtis Rapley · Nova Zelândia · 5:48,76                                                                                                  | Mark Aldred · Peter Chambers · Richard Chambers · Chris Bartley · Reino Unido · 5:49,58 |
| Ocho con timonel ligero LM8+ (29.08)   | Tobias Franzmann · Simon Barr · Torben Neumann · Stefan Wallat · Daniel Wisgott · Jonas Kilthau · Sven Kessler · Can Temel · Frederik Böhm (t) · Alemanha · 5:31,29                      | Luca De Maria · Vincenzo Serpico · Jiri Vlcek · Leone Barbaro · Livio La Padula · Armando Dell'Aquila · Guido Gravina · Giorgio Tuccinardi · Gianluca Barattolo (t) · Itália · 5:33,87 | Mert Kaan Kartal · Bayram Sönmez · Ahmet Yumrukaya · Cem Yılmaz · Burak Özdemir · Engin Özkan · Hüseyin Kandemir · Doğşah Bölük · Kaan Şahin (t) · Turquia · 5:34,20                                |

- (t) – timoneiro

### Feminino
| Evento                           | Ouro | Prata | Bronze |
| -------------------------------- | --- | --- | --- |
| Scull ind. W1X (31.08)           | Emma Twigg · Nova Zelândia · 7:14,95 | Kim Crow · Austrália · 7:17,33 | Duan Jingli · China · 7:22,57                                                                                                   |
| Doble scull W2X (31.08)          | Fiona Bourke · Zoe Stevenson · Nova Zelândia · 6:38,04 | Magdalena Fularczyk · Natalia Madaj · Polónia · 6:39,36 | Olympia Aldersey · Sally Kehoe · Austrália · 6:41,71                                                                            |
| Cuatro scull W4X (30.08)         | Carina Bär · Julia Lier · Annekatrin Thiele · Lisa Schmidla · Alemanha · 6:06,84 | Shen Xiaoxing · Lyu Yang · Jiang Yan · Zhang Xinyue · China · 6:10,51 | Tracy Eisser · Olivia Coffey · Grace Latz · Felice Mueller · Estados Unidos · 6:12,03                                           |
| Dos sin timonel W2- (30.08)      | Helen Glover · Heather Stanning · Reino Unido · 6:50,61 | Megan Kalmoe · Kerry Simmonds · Estados Unidos · 6:52,87 | Louise Trappitt · Rebecca Scown · Nova Zelândia · 6:54,79                                                                       |
| Cuatro sin timonel W4- (29.08)   | Kayla Pratt · Kelsey Bevan · Grace Prendergast · Kerri Gowler · Nova Zelândia · 6:14,36                                                                                              | Zsuzsanna Francia · Emily Regan · Tessa Gobbo · Adrienne Martelli · Estados Unidos · 6:20,69                                                                                              | He Sihui · Miao Tian · Zhang Min · Zhang Huan · China · 6:23,31                                                                 |
| Ocho con timonel W8+ (31.08)     | Victoria Opitz · Meghan Musnicki · Amanda Polk · Lauren Schmetterling · Grace Luczak · Caroline Lind · Eleanor Logan · Heidi Robbins · Katelin Snyder (t) · Estados Unidos · 5:56,83 | Cristy Nurse · Lisa Roman · Rosanne DeBoef · Natalie Mastracci · Susanne Grainger · Christine Roper · Ashley Brzozowicz · Lauren Wilkinson · Lesley Thomson-Willie (t) · Canadá · 5:59,66 | Zhang Dan · Guo Linlin · Yi Liqin · Gao Qiuqiu · Cui Xiaotong · Ju Rui · Zhang Min · Zhang Huan · Zhao Li (t) · China · 6:00,52 |
| Scull ind. ligero LW1X (29.08)   | Eveline Peleman · Bélgica · 7:31,31 | Ekaterini Nikolaidu · Grécia · 7:31,73 | Kathleen Bertko · Estados Unidos · 7:33,97                                                                                      |
| Doble scull ligero LW2X (30.08)  | Sophie MacKenzie · Julia Edward · Nova Zelândia · 6:48,56 | Lindsay Jennerich · Patricia Obee · Canadá · 6:50,41 | Huang Wenyi · Pan Dandan · China · 6:53,40                                                                                      |
| Cuatro scull ligero LW4X (29.08) | Mirte Kraaijkamp · Elisabeth Woerner · Maaike Head · Ilse Paulis · Países Baixos · 6:15,95                                                                                           | Laura Dunn · Sarah Pound · Maia Simmonds · Hannah Every-Hall · Austrália · 6:19,54 | Katrin Thoma · Judith Anlauf · Wiebke Hein · Leonie Pieper · Alemanha · 6:22,79                                                 |

- (t) – timoneiro

## Quadro de Medalhas
| Ordem | País           | Medalha de ouro | Medalha de prata | Medalha de bronze | Total |
| ----- | -------------- | --------------- | ---------------- | ----------------- | ----- |
| 1     | Nova Zelândia  | 6               | 2                | 1                 | 9     |
| 2     | Reino Unido    | 3               | 3                | 2                 | 8     |
| 3     | Alemanha       | 2               | 3                | 3                 | 8     |
| 4     | Estados Unidos | 1               | 3                | 2                 | 6     |
| 5     | Itália         | 1               | 2                | 0                 | 3     |
| 6     | Grécia         | 1               | 1                | 0                 | 2     |
| 7     | Suíça          | 1               | 0                | 1                 | 2     |
| 7     | África do Sul  | 1               | 0                | 1                 | 2     |
| 9     | Bélgica        | 1               | 0                | 0                 | 1     |
| 9     | Croácia        | 1               | 0                | 0                 | 1     |
| 9     | Dinamarca      | 1               | 0                | 0                 | 1     |
| 9     | Países Baixos  | 1               | 0                | 0                 | 1     |
| 9     | Chéquia        | 1               | 0                | 0                 | 1     |
| 9     | Ucrânia        | 1               | 0                | 0                 | 1     |
| 15    | Austrália      | 0               | 2                | 3                 | 5     |
| 16    | Canadá         | 0               | 2                | 0                 | 2     |
| 16    | França         | 0               | 2                | 0                 | 2     |
| 18    | China          | 0               | 1                | 5                 | 6     |
| 19    | Polónia        | 0               | 1                | 1                 | 2     |
| 20    | Cuba           | 0               | 0                | 1                 | 1     |
| 20    | Noruega        | 0               | 0                | 1                 | 1     |
| 20    | Turquia        | 0               | 0                | 1                 | 1     |
|       | TOTAL          | 22              | 22               | 22                | 66    |